# Строкін Микола Іванович
Микола Іванович Строкін (13 листопада 1906, місто Москва, тепер Російська Федерація — 1 квітня 1972, місто Москва, Російська Федерація) — радянський діяч, міністр автомобільної промисловості СРСР, директор Горьковського автомобільного заводу. Кандидат у члени ЦК КПРС у 1956—1966 роках. Депутат Верховної Ради РРФСР 4-го скликання.

## Життєпис
Народився в родині службовця. У 1923—1929 роках — студент Московського механічного інституту імені Ломоносова. 
У 1929—1930 роках працював інженером відділу тресту «Автобуд». У 1930—1932 роках — інженер з монтажу та налагодження складання шасі, в.о. керівника допроєктування механічних цехів заводу, інженер-технолог цеху моторів Горьковського автомобільного заводу. У 1932—1933 роках — у відрядженні на заводі «Форд» в США. У 1933—1941 роках — завідувач інструментального господарства механічного цеху, начальник технічного сектора цеху моторів, заступник начальника моторного корпусу заводу, начальник технічного відділу особливого конструкторського бюро Горьковського автомобільного заводу імені Молотова.
У лютому 1941 — вересні 1945 року — головний технолог заводу № 466 Народного комісаріату авіаційної промисловості СРСР у місті Горькому.
У 1945—1947 роках — головний технолог заводу № 500 Міністерства авіаційної промисловості СРСР.
У 1947 році — головний технолог Третього Головного управління Міністерства авіаційної промисловості СРСР.
У 1947—1948 роках — в. о. головного інженера Головавтотракторобуду.
У 1948—1949 роках — начальник виробничого відділу Головного управління капітального будівництва Міністерства автомобільної і тракторної промисловості СРСР.
У 1949—1954 роках — головний технолог — 1-й заступник головного інженера; головний інженер — заступник директора Горьковського автомобільного заводу імені Молотова.
Член ВКП(б) з 1950 року.
2 квітня 1954 — 23 липня 1955 року — директор Горьковського автомобільного заводу імені Молотова.
23 липня 1955 — 10 травня 1957 року — міністр автомобільної промисловості СРСР.
24 травня 1957 — 24 листопада 1962 року — заступник голови Державного планового комітету Ради міністрів СРСР з питань машинобудування, спеціалізації і кооперування промисловості — міністр СРСР. У листопаді 1962 — січні 1963 року — міністр СРСР.
У січні — березні 1963 року — заступник голови Ради народного господарства СРСР — міністр СРСР.
У березні 1963 — 2 жовтня 1965 року — голова Державного комітету автотракторного і сільськогосподарського машинобудування при Державному плановому комітеті СРСР — міністр СРСР.
У жовтні 1965 — 1 квітня 1972 року — заступник міністра автомобільної промисловості СРСР.
Помер 1 квітня 1972 року. Похований в Москві на Новодівочому цвинтарі.

## Нагороди
- три ордени Леніна (20.11.1956,)
- два ордени Трудового Червоного Прапора
- орден «Знак Пошани»
- медалі
- Сталінська премія ІІ ст. (1950) — за створення конструкції і технології, організацію виробництва і освоєння масового випуску легкового автомобіля «Перемога»
- Сталінська премія ІІ ст. (1951) — за розробку конструкції та освоєння виробництва легкового автомобіля «ЗІМ».